# 濱田隼雄

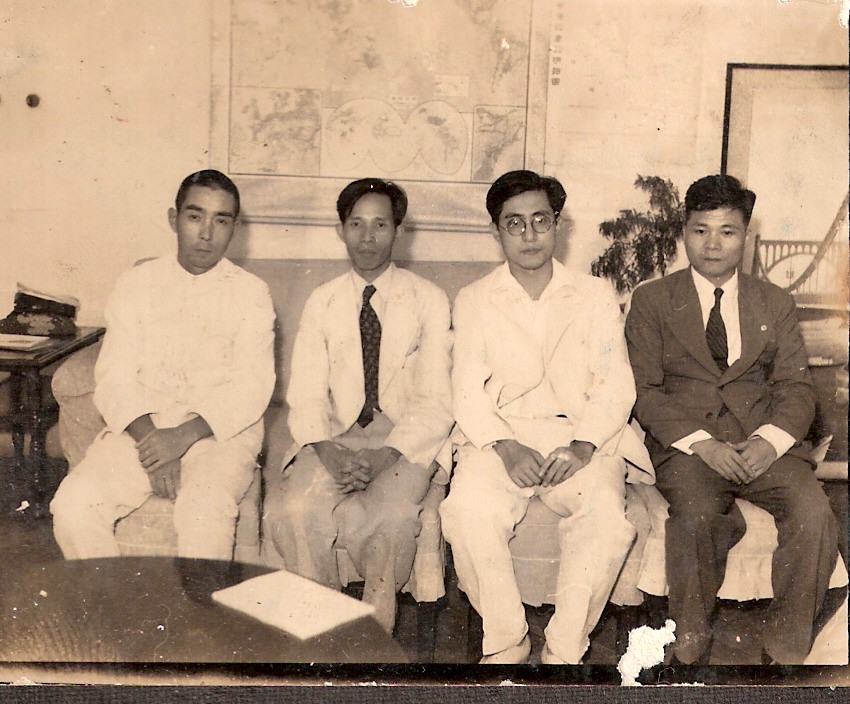
濱田隼雄、龍瑛宗、西川滿、張文環合照（1942）

濱田隼雄（1909年1月16日—1973年3月26日），筆名有速河征夫、H生、佃龍，是日本宮城縣出身的小說家。日治時代活躍於台灣文壇，代表作是描寫東台灣的日本內地人移民村生活的《南方移民村》。

## 生平

### 出生與求學時期
1909年1月16日，濱田隼雄作為濱田家的五男，出生於宮城縣仙台市。先後就讀宮城師範附屬小學校、縣立仙台第二中學校。1926年渡台，進入臺北高等學校文科乙類就讀。於臺北高校就讀期間與同班同學土方正已、文甲鹽月赳（鹽月桃甫之子）、今澤正雄，加上學弟中村地平、蔭山泰敏等六人創立同人雜誌《足跡》。1927年2月發行創刊號，總計發行至三號為止，其內容如下：
| 類型                                        | 作者                             | 標題                   | 備註           |
| ------------------------------------------- | -------------------------------- | ---------------------- | -------------- |
| 《足跡》創刊號（昭和二年二月三日，共140頁） |                                  |                        |                |
| 小說                                        | 大場泰                           | 煙                     | 蔭山泰敏筆名   |
| 小說                                        | 中村地平                         | 首途                   | 中村治兵衛筆名 |
| 小說                                        | 鹽月赳                           | 阿秋                   |                |
| 小說                                        | 三木二十一                       | 七面鳥                 | 杉山產七筆名   |
| 戲曲                                        | 東茂                             | 變態性慾者の戀         | 森政勝筆名     |
| 戲曲                                        | 京田民雄                         | 赤                     | 濱田隼雄筆名   |
| 戲曲                                        | 網野正雄                         | ふぢ色とピンク         | 今澤正雄筆名   |
| 詩                                          | 土方正已                         | 午後の鐵道自殺者       |                |
| 隨筆                                        | 京田民雄                         | 果物隨筆               |                |
| 隨筆                                        | 中村地平                         | 溫泉隨筆               |                |
| 隨筆                                        | 鹽月赳                           | 蕃人の美術品（1）      |                |
| 隨筆                                        | 網野正雄                         | 弱冠の心               |                |
|                                             | （地平．泰．赳．民雄）           | モノローグ             |                |
|                                             | 編輯後記                         |                        |                |
| 《足跡》二號（昭和二年五月，共140頁）       |                                  |                        |                |
| 詩                                          | 土方正已                         | 石版刷．異人街         |                |
| 小說                                        | 大場泰                           | 十九才の男             |                |
| 小說                                        | 鹽月赳                           | 都會の憂鬱者           |                |
| 戲曲                                        | 京田民雄                         | 一八九〇年頃の台灣風景 |                |
| 小說                                        | 中村地平                         | 或宵の尼寺             |                |
| 詩                                          | 小山捨月                         | 櫻花二春               | 小山捨男筆名   |
| 小說                                        | 網野正雄                         | 燈                     |                |
| 小說                                        | 東茂                             | 或男と女               |                |
| 散文詩                                      | 土方正已                         | 南へ走る船             |                |
|                                             | 編輯後記                         |                        |                |
| 《足跡》三號（昭和二年十一月，共100頁）     |                                  |                        |                |
| 評論                                        | 小山捨月                         | 若きコールリヂの詩感   |                |
| 小說                                        | 富安虎太                         | 草屋跟の家             |                |
| 小說                                        | 平田藤吉郎                       | 棺桶物語               |                |
| 小說                                        | 中村地平                         | 浦                     |                |
| 戲曲                                        | 京田民雄                         | 貓                     |                |
| 詩                                          | 草場竹比古                       | 味爽                   |                |
| 詩                                          | 土方正已                         | 試驗地                 |                |
| 散文詩                                      | 草場竹比古                       | 雪と小刀               |                |
| 散文詩                                      | 鹽月赳                           | 想華。南國の幻想       |                |
| 散文詩                                      | 大場泰                           | 無題錄拔萃             |                |
|                                             | （地平．竹比古．藤吉郎．とらた） | モノローグ             |                |
|                                             | 編輯後記                         |                        |                |

在《足跡》三號停刊之後，隔年，由濱田隼雄投入新創刊的《南方文學》，同誌上尚有中村地平的小說、網野正雄（今澤正雄）的詩。《足跡》與《南方文學》成為濱田隼雄臺北高校時期所投入的文學雜誌。1929年，濱田隼雄自臺北高等學校畢業，進入東北帝國大學法文學部就讀，主要受教於岡崎義惠、山田孝雄等教授，專注於「連歌」的研究。後由於時值日本左翼運動全盛期，濱田隼雄也開始接觸左翼書籍以及參加學生運動。1932年完成畢業論文〈連歌史論〉，從東北帝國大學法文學部畢業。

### 再次赴台任教時期
1932年，濱田隼雄自東北帝國大學法文學部畢業後，成為《實業時代》的記者。隔年（1933年），再次渡台，擔任臺北私立靜修女學校的國語教師，此時仍持續提供《實業時代》稿件。1936年，濱田隼雄轉任臺南州立臺南第一高等女學校教諭，此時同任職於臺南第一高等女學校的尚有民俗學者國分直一，而後，畢業於臺北帝國大學的新垣宏一也前往同校任職。此時期的濱田，因為識得《台灣日報》文藝部部長岸東人，因此開始在《台灣日報》上發表作品。1937年12月，濱田隼雄前往台北，任臺北州州立臺北第一高等女學校教諭。並於2個月後認識時任《台灣日日新報》文藝部部長西川滿，以此為契機開始戰爭期的文學創作。

### 戰時下作家時期
1939年12月，濱田隼雄成為《文藝台灣》同人，緊接著於《文藝台灣》1卷2號（1940年3月）發表作家出道作〈病牀日記〉。並且自1940年6月起，成為《文藝台灣》的編輯委員。而自該年起，濱田隼雄與國分直一有多次往來公開信件，刊登於《台灣日報》、《文藝台灣》上，信中多針對當前台灣文藝狀況與方向進行討論。甫作家出道的濱田隼雄的代表作品為〈之圖〉系列三部作。分別為〈橫丁之圖〉（《文藝台灣》1卷4號、1卷5號）、〈公園之圖〉（《文藝台灣》2卷1號）、〈盜難之圖〉（《文藝台灣》2卷3號）。除此之外，亦在台灣總督府情報部的邀請之下，於《部報》上連載〈連載歷史物語　西鄉從道〉，總計十回。

#### 《南方移民村》
1941年10月，濱田隼雄於《文藝台灣》開始連載日治時期的代表作長篇小說《南方移民村》，在《文藝台灣》上總計連載9回，後因為出版單行本而中斷。而此次連載的中斷也招來鹿子木龍（中山侑）的批評，鹿子木龍在〈我高估了濱田隼雄〉（〈見損った濱田隼雄〉，《臺灣公論》1942年7月）中提及：雖然自己很讚賞濱田隼雄的創作態度，並且期待他能改進〈南方移民村〉的種種缺點。但濱田卻中止了〈南方移民村〉的連載。接下來更進一步批評：

有人說，那是因為如果不中止在《文藝台灣》雜誌上的連載，單行版就沒銷路，可是我不願意把濱田隼雄想成那種投機小人。
然而，中止〈南方移民村〉的連載這個事實，終究說明了濱田隼雄是個巧言令色的文學青年，把《文藝台灣》和臺灣文壇當成擠身內地流行作家之列的踏板。（涂翠花譯）

在鹿子木龍批評刊出的同月，1942年7月25日，濱田隼雄《南方移民村》由海洋文化社出版，初版印製3000冊，B6版上製本（精裝本），定價二圓八十錢，裝幀由灣生畫家立石鐵臣擔任。為濱田隼雄第一本小說單行本。其內容描述東台灣日本人移民村開拓的過程，濱田隼雄曾經說明自己創作《南方移民村》的契機：

東北大學畢業後再度來到臺北之後，對於被內地製糖大資本剝削的臺灣人蔗農的實際狀況感到興趣，在進行該租佃制度或製糖會社的掠奪情形調查當中，知道了這個內地人移民村的事。正好是在強行推行移民滿州政策、〈大日向村〉之類的小說等也正積極幫忙宣傳的時候。雖是極盡美化的宣傳，但移民之類的可不是那樣的，請看看這個事實吧！我個人如此地反抗著。（松尾直太譯）

《南方移民村》出版之後，獲得了菅原庸真（〈「南方移民村」について〉，《文藝台灣》4卷6號）、竹村猛（〈『南方移民村』近傍〉，《文藝台灣》5卷1號）等人的關注與評論。並於同年（1942年）11月，於海洋文化社再版。

#### 「大東亞文學者大會」與「臺灣文學賞」
1942年5月成立的日本文學報國會，於1942年11月3日至10日在東京、大阪等地舉辦「第一回大東亞文學者大會」。包含了日本內地、臺灣與朝鮮等外地、滿州國等作家均受邀到場。台灣代表為西川滿、濱田隼雄、張文環、龍瑛宗四人。於參加期間，濱田隼雄先回到了故鄉仙台，再前往參加「第一回大東亞文學者大會」，會議中濱田隼雄演說呼籲下一屆的大會於臺灣舉行，其發言後刊載於《文藝臺灣》5卷3號。在日本期間，濱田隼雄還參加《滿州新聞》座談會，並前往伊勢、大阪、京都、奈良參訪。11月23日歸返臺灣。
1943年2月，由皇民奉公會頒發「第一屆臺灣文化賞」，由「臺灣文學賞」由濱田隼雄（《南方移民村》）、西川滿（《赤崁記》）、張文環（〈夜猿〉）三人獲得。詩歌獎頒給《ゆうかり》主宰俳人山本孕江，最後臺灣文藝功勞賞由短歌雜誌《あらたま》、《原生林》獲得。獲得「臺灣文學賞」的濱田隼雄著手進行第二篇長篇小說的撰寫，4月開始於《文藝臺灣》連載〈草創〉。

#### 臺灣決戰文學會議以及《草創》
1943年4月成立的「日本文學報國會臺灣支部」以及「臺灣文學奉公會」，濱田隼雄皆擔任其中的「理事」以及「幹事長」。同年，臺北第一師範學校與臺北第二師範學校合併為「臺北師範學校」，濱田隼雄轉任臺北師範學校「教授」。同樣於臺北師範學校任教的有舊識國分直一。同時，在文學創作上，濱田隼雄亦於《文藝臺灣》連載《草創》。
1943年11月13日，在臺北公會堂舉辦由臺灣文學奉公會主辦的「臺灣決戰文學會議」。濱田隼雄發表了〈對革新本島文學的期待〉（《文藝台灣》終刊號），其中呼籲本次會議不僅止於口號與呼籲，更是要付諸行動，才有辦法對於台灣當前文學進行革新。1944年，濱田隼雄成為總督府情報課的13位派遣作家之一，被派遣到日本アルミにウム工廠，並完成了作品〈爐番〉，刊載於《臺灣時報》1944年7月號之上。而同年11月，濱田隼雄受徵召臺灣鐵道五四四六部隊，後轉任軍四令部報導部。12月，《草創》由台灣出版文化株式會社出版，由宮田彌太郎裝畫、西川滿裝本，初版共印製3000部，售價二圓七十錢。是濱田隼雄於日治時期所出版的第二本個人單行本。

#### 戰敗之後，引揚之前
1945年7月，濱田隼雄於《臺灣新報》連載新的長篇小說〈兵隊〉，但因為終戰而未完成連載。戰後，西川滿、濱田隼雄、北里俊夫等人成立劇團「制作座」，三次公演分別上演馬瑟•巴紐〈芬妮〉、濱田隼雄〈橫丁の圖〉以及〈滅滿興漢の旗の下に〉（濱田隼雄編劇、北里俊夫導演、服裝設計宮田晴光）三部作品。三次公演結束後，而後便遇到了在臺日本人引揚作業。

### 引揚時期
1946年4月16日，濱田隼雄一家回到故鄉仙台，後擔任「宮城縣海外引揚者更生聯盟」事務局局長，致力於提升海外引揚者（遣返者）的生活品質與福祉。而後，雖然受到作家丹羽文雄的幫助，作品得以刊載在日本中央文壇的雜誌之上，但是最終未能順利上京。

### 戰後教員與地方文藝時期
1948年後，濱田隼雄先任職於仙台工業高等學校、宮城縣名取高等學校、宮城縣利古川女子高等學校。並與宮城縣地方作家創刊同人誌《散文》、參與《文藝東北》的編輯。並且編選《みちのくの民話》等書。1973年3月26日，濱田隼雄病逝於宮城縣仙台，享壽64歲。
戰後，濱田隼雄共有三部個人作品，皆為濱田隼雄逝世後出版，分別為《うなぎとむかで（宮城の民話絵本　第一集）》（1974年）、《濱田隼雄作品集》（1975年5月）、《物語宮城県民のたたかい》（1976年）。其中《濱田隼雄作品集》收錄濱田隼雄戰後代表作品，包含〈連作「仙台維新」より（「民部断食」、「金上げ侍」、「向う十年百姓返上」）〉、〈富ノ沢麟太郎伝〉。《物語宮城県民のたたかい》則為濱田隼雄未完之遺稿。

## 著作[16]

### 單行本
- 《日本統治期台湾文学日本人作家作品集　第3巻》（東京：緑蔭書房，1998年7月）。收錄：《南方移民村》。
- 《日本統治期台湾文学日本人作家作品集　第4巻》（東京：緑蔭書房，1998年7月）。收錄：〈病牀日記〉、〈横丁之図〉、〈公園之図〉、〈行道〉、〈盗難之図〉、〈携帯屈折計〉、〈蝙翅〉、〈技師八田氏についての覚書〉、〈甘井君の私小説〉、〈草創〉、〈爐番〉、〈萩〉。
- 《物語宮城県民のたたかい（えみし双書1）》（ひかり書房，1976年7月）
- 《濱田隼雄作品集》（濱田隼雄作品集刊行委員會，1975年5月）。收錄：〈連作「仙台維新」より（「民部斷食」、「金上げ侍」、「向う十年百姓返上」）〉、〈富ノ沢麟太郎伝〉。
- 《うなぎとむかで（宮城の民話絵本　第一集）》（初版：ひかり書房，1974年1月；再版：1974年7月，明窓社）。
- 《草創》（台灣出版文化株式會社，1944年12月）。
- 《南方移民村》（初版：海洋文化社，1942年7月；再版：海洋文化社，1942年11月；三版：海洋文化社，1943年12月）。

### 合集、共著
- 中島利郎編，《「台湾新報・青年版」作品集(（日本統治期台湾文学集成23）》（東京：緑蔭書房，2007年2月）。收錄：濱田隼雄〈予備学生〉、〈その日〉。
- 中島利郎編，《「台湾鉄道」作品集2 (（日本統治期台湾文学集成22）》（東京：緑蔭書房，2007年2月）。收錄：濱田隼雄〈乏しけれど〉、〈永田靖のこと〉、〈我が師〉、〈円公園案内係〉。
- 中島利郎編，《台湾短篇小説集 （日本統治期台湾文学集成4）》（東京：緑蔭書房，2002年8月）。收錄：濱田隼雄〈萩〉。
- 村上一郎編，《明治的群像2　戊辰戰爭》（株式會社三一書房，1968年1月）。
- 宮城県高等学校生徒指導研究會編，《高校生のエチケット》（東北出版株式會社，1960年1月）。
- 橫田義雄ほか編，《日曜随筆　二十一人集》（日曜随筆社，1959年1月）。收錄：濱田隼雄〈飲酒癖について〉、〈家庭の主人〉、〈柿落葉〉。
- 東北農山漁村文化協會民話編輯委員會編，《みちのくの民話　第二集》（未來社，1957年8月）。
- 東北農山漁村文化協會編，《みちのくの民話》（未來社，1956年6月）。收錄：濱田隼雄〈モモとカキとトコロ〉、〈タラの木のことば〉、〈狐のお産〉、〈猫の恩がえし〉。
- 臺灣總督府情報課編，《決戰臺灣小說集（乾之卷）》（臺灣出版株式會社，1944年12月）。收錄：濱田隼雄〈爐番〉。
- 濱田隼雄編，《萩》（台灣出版文化株式會社，1944年11月）。收錄：濱田隼雄〈萩〉。
- 西川滿編，《臺灣繪本》（東亞旅行社臺北支社，1943年1月）。收錄：濱田隼雄〈新公園〉、〈臺北榮町の雨〉、〈料理の聚落〉、〈タバコ〉、〈甘蔗に〉、〈灣生の根〉、〈水牛〉、〈移民村〉、〈泥棒の話〉、〈連杯〉、〈船〉。
- 西川滿編，《臺湾文學集》（株式會社大阪屋號書店，1942年8月）。收錄：濱田隼雄〈蝙翅〉。

### 中譯本
- 濱田隼雄著、黃玉燕譯，《南方移民村》（台北：柏室科技藝術股份有限公司，2004年11月）（節錄本）。
- 濱田隼雄著、葉石濤譯，〈蝙翅〉，葉石濤編譯，《台灣文學集1》（高雄：春暉出版社，1996年8月），頁111-131。

## 相關研究

### 日本研究
- 松尾直太，〈仙台に引揚げてからの濱田隼雄の著書と編書〉，《天理臺灣學報》29號（2020年7月），頁85-113。
- 松尾直太，〈引揚後の濱田隼雄の伝記的考察 : 名取高校時代を対象として〉，《天理臺灣學報》27號（2018年6月），頁19-41。
- 松尾直太，〈引揚後の濱田隼雄の中央志向をめぐる考察〉，《天理臺灣學報》26號（2017年7月），頁71-92。
- 松尾直太，〈台湾を引揚げてからの濱田隼雄 : 仙台における文学活動の軌跡（1946-1962）〉，《天理臺灣學報》24號（2015年6月），頁1-20。
- 鳳氣至純平，〈書いたのは誰の歴史か？：『南方移民村』から見る濱田隼雄の歴史意識〉，《日本台湾学会報》14期（2012年6月），頁89-107。
- 河原功，〈作家濱田隼雄の軌跡〉，《翻弄された台湾文学―検閲と抵抗の系譜―》，（東京：研文出版，2009年6月)。
- 草野美智子〈濱田隼雄『南方移民村』と公医神田全次　他 : 科学研究費補助金による台湾調査報告書〉（2006年）。
- 松尾直太，〈濱田隼雄の「蝙翅(ぺんしい)」について〉，《天理台湾学会年報》11期（2002年6月），頁13-29。
- 松尾直太，〈濱田隼雄著作年表（増訂）〉，《天理台湾学会年報》11期（2002年6月），頁31-64。
- 河原功，〈作家濱田隼雄の軌跡〉，《成蹊論叢》第38號（2000年3月），頁307–320。
- 姚巧梅，〈浜田隼雄と台湾〉，《曙光》9號（1998年12月），頁107-112。
- 黄振原，〈後編　濱田隼雄の外地文芸〉，〈日本知識人と旧植民地台湾 : 文芸活動とその周辺〉（京都：立命館大学博士學位論文，1997年3月），頁165-251。
- 奥出健，〈戦時下台湾の開拓文学──浜田隼雄「南方移民村」〉，《創造と思考》7卷（1997年3月），頁20-26。
- 黄振原，〈台湾時代の浜田隼雄--その人と作品〉，《文学と教育》32號（1996年12月），頁17-31。
- 黄振原，〈浜田隼雄の「草創」について--戦争と浜田と「草創」〉，《文学と教育》31號（1996年6月），頁24-32。
- 黄振原，〈浜田隼雄『南方移民村』論〉，《論究日本文学》63號（1996年1月），頁22-32。

### 臺灣研究
- 河原功著、鄒易儒譯，〈作家濱田隼雄的軌跡〉，《被擺布的台灣文學：審查與抵抗的系譜》，頁171-196。
- 陳允元，〈「新體制」下的社會／自我凝視－濱田隼雄〈甘井君的私小說〉的脈絡性閱讀〉，《臺灣文學研究集刊》15期（2014年2月），頁85-122。
- 楊智景，〈東洋的血盟：在臺日人作家的第一回「大東亞文學者大會」〉，《淡江外語論叢》22期，（2013年12月），頁120-146。
- 松尾直太，〈濱田隼雄研究─臺灣遣返作家的文化活動（1946-1962）─〉（台南：國立成功大學歷史所博士學位論文，2013年）。
- 蔡旻軒，〈論《南方移民村》作為報導文學文本的可能〉，《文史台灣學報》6期 （2013年6月），頁49-71。
- 横路啓子，〈濱田隼雄『南方移民村』論―「更正」をめぐって〉，《東吳日語教育學報》36期（2011年1月），頁105-128。
- 林雪星，〈濱田隼雄的“南方移民村”裡的知識份子表象－以醫生神野珪介為主〉，《東吳外語學報》29期（2009年9月），頁61-80。
- 松尾直太，《濱田隼雄研究－文學創作於臺灣（1940-1945）》（臺南：臺南市立圖書館，2007年12月）。
- 張文薰，〈「外地」的意義──濱田隼雄之文學軌跡〉，陳芳明主編，《台灣文學的東亞思考--台灣文學藝術與東亞現代性國際學術研討會論文集》（臺北：行政院文建會，2007年7月），頁374-396。
- 郭祐慈，〈文學與歷史：濱田隼雄《南方移民村》之文學史定位〉，《臺灣風物》56卷3號（2006年9月），頁105-138。
- 朱惠足，〈帝國浪漫主義之下的移民開拓先鋒--濱田隼雄「南方移民村」與「內地人」農業移民〉，《南臺應用日語學報》3號（2003年6月），頁148-162。
- 松尾直太，〈成為小說家以前的濱田隼雄〉，《水筆仔》14號（2002年10月），頁8-29。
- 松尾直太，〈濱田隼雄研究─日本統治時期臺灣1940年代的濱田文學─〉（台南：國立成功大學歷史所碩士學位論文，2001年）。
- 蜂矢宣朗，〈中村地平と濱田隼雄－『霧の蕃社』と『南方移民村』〉，《台灣日本語文學報》13期（1998年12月），頁411-417。
- 陳藻香，〈濱田隼雄のヒューマニティ─「黃榮燦君」と「木刻画」〉，《台灣日本語文學報》12期（1997年12月），頁65-89。
- 周玟玲，〈濱田隼雄の文學お研究する : [南方移民村]を中心にして〉（台北：東吳大學日本研究所碩士學位論文，1984年）。

## 外部連結
- 國立台灣文學館知識平台>小事典>4月，濱田隼雄、西川滿相繼發表〈非文學の感想〉(非文學的感想)、〈文藝時評〉
- 11月，臺灣代表張文環、龍瑛宗、西川滿、濱田隼雄4人代表殖民地臺灣出席第一回「大東亞文學者大會」 （页面存档备份，存于）
- 龍瑛宗「日人文學在台灣」
- 文化研究月報-三角公園>朱惠足「日本帝國的「浪漫主義」與「內地人」開拓先鋒－濱田隼雄《南方移民村》的東台灣「內地人」1移民」 （页面存档备份，存于）